# Голліс (Алабама)
Голліс (англ. Hollis Crossroads) — переписна місцевість (CDP) в США, в окрузі Клеберн штату Алабама. Населення — 665 осіб (2020).

## Географія
Голліс розташований за координатами 33°31′53″ пн. ш. 85°39′10″ зх. д. / 33.53139° пн. ш. 85.65278° зх. д. (33.531333, -85.652862).  За даними Бюро перепису населення США в 2010 році переписна місцевість мала площу 32,26 км², з яких 32,26 км² — суходіл та 0,00 км² — водойми.

## Демографія
Згідно з переписом 2010 року, у переписній місцевості мешкало 608 осіб у 239 домогосподарствах у складі 164 родин. Густота населення становила 19 осіб/км².  Було 261 помешкання (8/км²).
Расовий склад населення:
| - 86,0 % — білих - 5,4 % — чорних або афроамериканців - 0,3 % — корінних американців - 6,1 % — осіб інших рас |

До двох чи більше рас належало 2,1 %. Частка іспаномовних становила 8,4 % від усіх жителів.
За віковим діапазоном населення розподілялося таким чином: 24,0 % — особи молодші 18 років, 62,7 % — особи у віці 18—64 років, 13,3 % — особи у віці 65 років та старші. Медіана віку мешканця становила 40,7 року. На 100 осіб жіночої статі у переписній місцевості припадало 109,7 чоловіків;  на 100 жінок у віці від 18 років та старших — 104,4 чоловіків також старших 18 років.
За межею бідності перебувало 29,0 % осіб, у тому числі 32,4 % дітей у віці до 18 років та 37,6 % осіб у віці 65 років та старших.
Цивільне працевлаштоване населення становило 256 осіб. Основні галузі зайнятості: освіта, охорона здоров'я та соціальна допомога — 28,5 %, науковці, спеціалісти, менеджери — 23,4 %, роздрібна торгівля — 14,5 %, виробництво — 12,5 %.